# Adelheid von Österreich

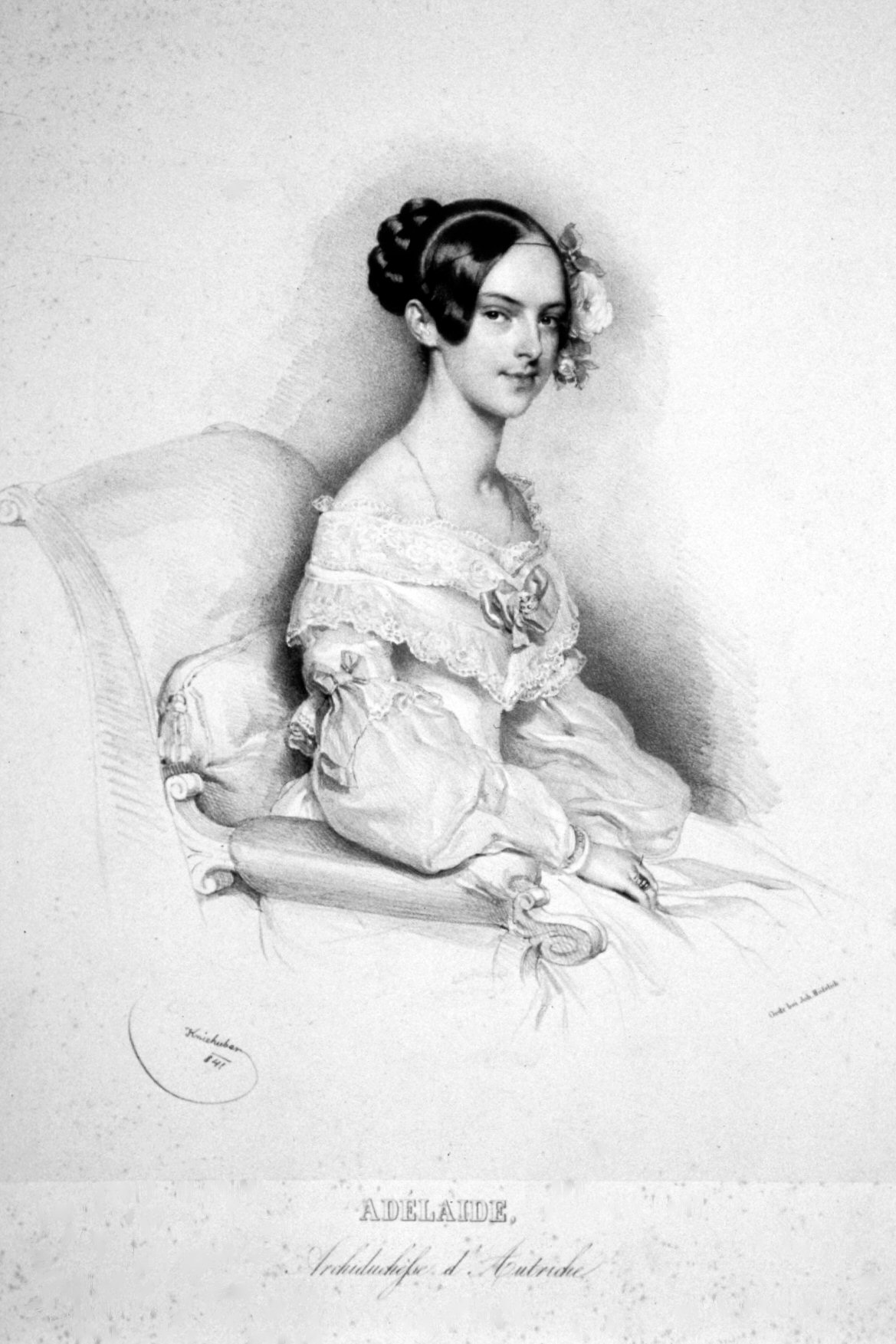
Adelheid von Österreich, Lithographie von Josef Kriehuber, 1841.

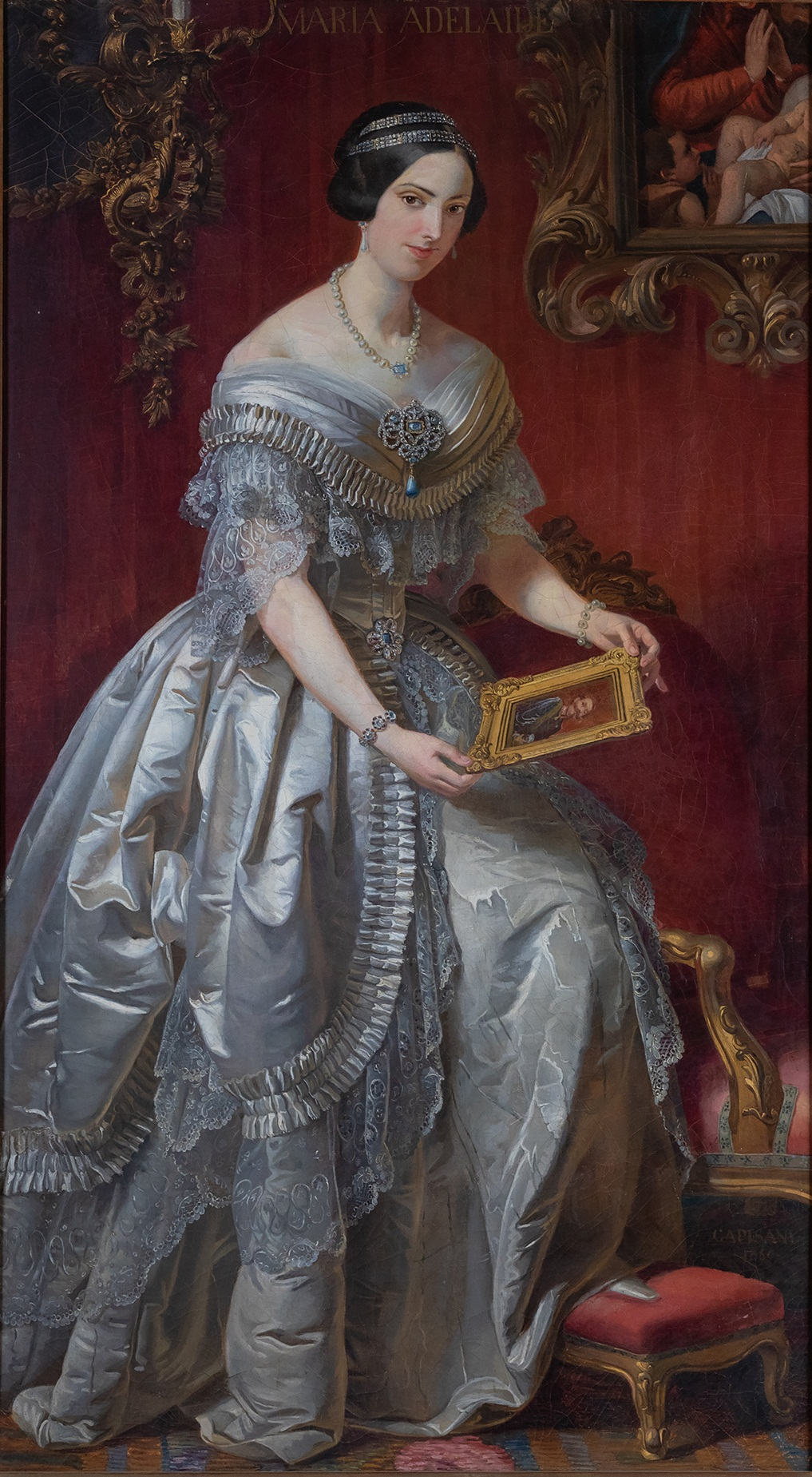
Erzherzogin Adelheid von Österreich, Königin von Sardinien-Piemont

Adelheid von Österreich, vollständiger Name Adelheid Franziska Marie Rainera Elisabeth Clotilde von Österreich (* 3. Juni 1822 in Mailand; † 20. Januar 1855 in Turin) war Königin von Sardinien.

## Leben
Sie kam als Tochter von Erzherzog Rainer Joseph, Vizekönig von Lombardo-Venetien und Bruder von Kaiser Franz II., und der Prinzessin Elisabeth von Savoyen in Mailand zur Welt.
Am 12. April 1842 wurde sie in Stupinigi mit ihrem Cousin, dem Kronprinzen und späteren König von Sardinien (ab 1861 König von Italien), Viktor Emanuel II., vermählt. Ihr Gemahl änderte jedoch nach der Vermählung sein ausschweifendes Leben nicht und hatte zahlreiche Liebschaften, uneheliche Kinder und führte nebenbei eine dauerhafte Beziehung zu seiner langjährigen Mätresse Rosa Vercellana.
Das Paar hatte zusammen acht Kinder:
1. Marie Clotilde von Savoyen (* 2. März 1843; † 25. Juni 1911) – verheiratet mit Napoléon Joseph Charles Paul Bonaparte (1822–1891), gen. Plon-Plon
2. Umberto I. (* 14. März 1844; † 29. Juli 1900), König von Italien,
3. Amadeus I. Ferdinand Maria (* 30. Mai 1845; † 18. Januar 1890), König von Spanien,
4. Oddone Eugenio (* 11. Juli 1846; † 22. Januar 1866), Herzog von Montferrat,
5. Maria Pia von Savoyen (* 16. Oktober 1847; † 5. Juli 1911) – 1862 verheiratet mit Ludwig I., König von Portugal,
6. Carlo Alberto von Savoyen (* 2. Juni 1851; † 28. Juni 1854), Herzog von Chablais,
7. Vittorio Emanuele von Savoyen (*/† 7. Juli 1852), Prinz von Savoyen, und,
8. Vittorio Emanuele von Savoyen (* 8. Januar 1855; † 17. Mai 1855), Herzog von Chablais.

Nach der Geburt ihres sechsten Sohnes Vittorio Emanuele starb Adelheid erst 32-jährig im Kindbett und wurde in Turin in der Basilica di Superga bestattet.
Ihr Gemahl heiratete nach ihrem Tode seine Geliebte Rosa Vercellana.